# سيد حسين هاشم
سيد حسين هاشم محمد العلوي (ولد في 8 فبراير 1989 في المنامة، البحرين) لاعب كرة قدم بحريني سابق يجيد اللعب في مركز الظهير الأيسر.
في 20 يونيو 2023 أعلن هاشم اعتزاله كرة القدم بشكلٍ رسمي بعد مشوارٍ طويل وحافل قضاه بين عدة أندية محلية استمر لأكثر من 20 عاما بداية من ناديه الأم الأهلي مرورا بالمنامة والرفاع الشرقي وصولا لنادي عالي الذي لعب له في السنة الأخيرة بالموسم الماضي ليختتم معه مشواره ليتوجه للجانب التدريبي من خلال التخصص في اللياقة البدنية والإعداد البدني.